# 奥村豊
奥村 豊（おくむら ゆたか、1977年8月26日 - ）は、日本中央競馬会(JRA)・栗東トレーニングセンターに所属する調教師。滋賀県栗東町（現：栗東市）出身。

## 来歴
栗東トレーニングセンターの所在地である滋賀県栗東町（現：栗東市）の出身だが、競馬とは無縁の家庭で育った。乗馬を通じて馬に携わるようになり、調教師になることを目標として競馬サークルに入った。
2001年からビッグレッドファームに勤務し、2003年4月にJRA競馬学校に入学。同年7月に栗東・五十嵐忠男厩舎の厩務員となり、2004年2月から調教助手となる。2006年4月より栗東・藤岡健一厩舎に移籍した。
2013年に調教師試験に合格し、2015年3月1日に厩舎を開業。同月22日に中京4R（障害4歳以上未勝利）をイフウドウドウで制し、初出走から延べ7戦目で初勝利を挙げた。
2019年5月25日、葵ステークスを1番人気のディアンドルで制し、開業5年目で重賞初制覇。
2020年4月26日、京都10R桃山Sでロードブレスが1着（サクラアリュールと1着同着）となり、初出走から1347戦目で現役148人目のJRA通算100勝を達成した。
2024年4月7日、阪神5Rで管理するリジルが1着となり、現役102人目となるJRA通算200勝を2502戦目で達成した。

## 調教師成績

### 概要
|            | 日付           | 競馬場・開催   | 競走名                 | 馬名           | 頭数 | 人気 | 着順 |
| ---------- | -------------- | -------------- | ---------------------- | -------------- | ---- | ---- | ---- |
| 初出走     | 2015年3月7日   | 1回阪神3日2R   | 3歳未勝利              | グロビュール   | 12頭 | 10   | 6着  |
| 初勝利     | 2015年3月22日  | 2回中京4日4R   | 障害4歳以上未勝利      | イフウドウドウ | 14頭 | 1    | 1着  |
| 重賞初出走 | 2017年2月18日  | 1回東京7日11R  | ダイヤモンドステークス | キングルアウ   | 15頭 | 9    | 13着 |
| 重賞初勝利 | 2019年5月25日  | 3回京都11日11R | 葵ステークス           | ディアンドル   | 16頭 | 1    | 1着  |
| GI初出走   | 2017年12月28日 | 5回中山9日11R  | ホープフルステークス   | ロードアクシス | 17頭 | 13   | 9着  |

### 主な管理馬
※括弧内は当該馬の優勝重賞競走
- ディアンドル （2019年葵ステークス、2021年福島牝馬ステークス）
- ロードブレス （2020年日本テレビ盃）
- ピースオブエイト（2022年毎日杯）
- テーオーソクラテス(2023年小倉サマージャンプ)[8]
- ランスオブカオス（2025年チャーチルダウンズカップ）

### 年度別成績
奥村豊の年度別成績（netkeiba.com）を参照

## 厩舎所属者
- 城戸義政（2018年10月21日[9] - 、騎手）